# 他纳·柯满
他納·柯满（皇家轉寫：Thanat Khoman，1914年5月9日—2016年3月3日），或譯他納·科曼、他納·柯曼，泰國外交官、政治家，曾於1959年至1971年期間擔任泰國外交部部長，於1979年至1982年期間擔任民主黨主席，並於1980年至1982年期間兼任泰國副首相。他是東南亞國家聯盟（東盟）的創始人之一。

## 生平
他納在1914年5月9日生於曼谷，出身自華裔家庭，祖上為客家人，柯姓；父親名博·柯满（โป๋ คอมันตร์），爵号披耶披帕沙·沙亚提巴代（พระยาพิพากษาสัตยาธิปตัย），既是暹羅第一家法學院的畢業生，也是暹羅大理院的法官。他首先從曼谷易三倉學校轉學到法國波爾多一所高中，完成高中課程，然後獲得暹羅外交部的獎學金，到波爾多和巴黎繼續升學，於1939年在巴黎高等國際研究學院（IHEI）和巴黎政治學院考取學位，到1940年又於巴黎大學獲頒法學博士學位。
他納學成歸國後，必須根據獎學金的獲獎條件，前往外交部工作。第二次世界大戰期間，他在1941年奉派東京，擔任泰國駐日大使館二等秘書，直至1943年為止。1941年底，泰國決定停止與日軍戰鬥，並准許日軍在泰國通行，同時以泰國為基地，攻擊英屬緬甸和馬來亞，令泰國成為軸心國的一員。然而他納反對這個決定，於是他加入了抵抗日本人的「自由泰人運動」，該運動獲得英國136部隊和美國戰略情報局的支援。1945年2月時，他是東南亞盟軍司令部駐錫蘭康提秘密代表團的團員。
二戰結束後，他先是擔任泰國駐美國大使館代辦、泰國駐印度大使館代辦等數項外交職務，之後在1950年在紐約市當選聯合國亞洲和遠東經濟委員會（亞遠經委會）主席，1952年任滿後又出任泰國常駐聯合國副代表，並於1957年升任泰國駐美大使。1959年2月10日，他納獲任命為外交部部長，從此加入泰國政府，和作風專制的首相沙立·他那叻共事。擔任外長期間，他在1962年3月與美國國務卿迪安·臘斯克簽署聯合公報，是為《臘斯克－他納協定》，協議中美國承諾將支援泰國，應對泰國泰國共產黨可能發動的進攻，後來泰國還准許美國使用其軍事基地，支援美軍參加越南戰爭和老撾內戰。雖然這只是一份非正式協定，不過泰國視之為雙邊協議，對此非常重視。此外，他也促進了東南亞的區域和解與合作，例如他在1960年代推動東南亞聯盟（Association of Southeast Asia, ASA）的籌備工作，參加東南亞條約組織的會談，並成為促使馬來西亞與印度尼西亞和解的關鍵人物。他納在東南亞國家聯盟（東盟）的成立過程中也作出了重大貢獻，為了答謝他的努力，各國代表最終決定在曼谷舉行東盟的成立儀式。1967年8月8日，他納代表泰國和馬來西亞、印尼、新加坡和菲律賓外長在曼谷的外交部大樓簽署《東盟宣言》，正式宣告東盟的成立。
1968年美國總統林登·詹森宣布將與越南民主共和國（北越）議和，泰國政府內部對泰美關係前途也開始分歧。時任首相他儂·吉滴卡宗認為泰國應該和菲律賓、大韓民國等國結盟，對抗共產黨，然而他納認為美國即將退出東南亞，所以閣僚應該構思新的辦法:239-240, 242，同時他也主張泰國應該和中華人民共和國建交。結果他儂在1971年11月發動政變，免去他納的外長職務，沒有解釋原因。有說這是因為他納認為泰國應與北京建交，但是他納與傳媒的關係欠佳，也沒有出面說明。
被免去外長一職後，他納在1975年開始擔任泰國亞洲理工學院校董會主席，至1996年卸任，期間學院既能不斷擴建校舍，也能維持財政穩定。他於1979年投身國內政壇，擔任民主黨主席，並於1980年至1982年期間兼任炳·廷素拉暖政府的副首相，直至在1982年退出政壇為止，他納在2014年慶祝其100歲壽辰，後於2016年3月3日在曼谷逝世，死後按照佛教儀式火化。時任泰國外交部長敦·帕馬威奈和他生前的同僚都稱讚他是一位有遠見的外交家，無論是擔任外交職務、政府職務還是黨職都捍衛了國家的利益，對國家建樹良多，值得尊敬。

## 個人生活
除了泰語，他納還會說一口流利的法語，並在出使印度期間磨練了自己的英文水平。他的妻子莫莉（Molee）是新加坡開埠初期的華人社群領袖、商人、原暹羅駐新加坡總領事陳金鐘的孫女。兩人育有三名子女和四名孫子女，他納逝世時尚有兩名子女在世。

## 榮譽

### 泰國勳銜
- 內政服務獎章（亞洲）（1943年12月16日[25]）
- 特等泰皇冠勋章（1959年12月16日[26]）
- 二等拉瑪九世王徽勳章（1960年2月23日[27]）
- 特等白象勋章（1960年12月14日[28]）
- 邊務獎章（1963年5月16日[29]）
- 杜沙迪·瑪拉人文科學獎章（1966年7月8日[30]）
- 查克拉帕迪·瑪拉獎章（1966年12月19日[31]）
- 一等朱拉隆功勳章（1968年5月15日[32]）

### 外國榮譽
- 意大利共和国功绩大十字骑士勋章（意大利，1960年9月22日[33]）
- 聖米迦勒及聖喬治爵級大十字勳章（英國，1961年[34]）
- 聯邦星級十字勳章（德國，1961年[34]）
- 基督騎士團大十字勳章（葡萄牙，1961年[34]）
- 丹麥國旗大十字勳章（丹麥，1961年[34]）
- 聖奧拉夫大十字勳章（挪威，1961年[34]）
- 皇家北極星爵級大十字勳章（瑞典，1961年[34]）
- 庇護九世大十字騎士大綬勳章（梵蒂岡，1961年[34]）
- 利奥波德大绶带勋章（比利時，1961年[34]）
- 法國榮譽軍團大十字勳章（法國，1961年[34]）
- 櫟樹王冠大十字勳章（盧森堡，1961年[34]）
- 大绶景星勋章（中华民国，1962年5月21日[35]）
- 護國瑪哈拉惹勳章（馬來亞，1962年[36]）
- 勳一等旭日大綬章（日本，1963年[37]）
- 喬治一世大十字勳章（希臘，1963年[38]）
- 一等金磬（南越，1964年[39]）
- 青條勤政勳章（韓國，1966年[40]）
- 特种大绶景星勋章（中华民国，1967年3月27日[41]）

## 備註
1. ↑  一說一等秘書[10]。